# Fiat 132
Der Fiat 132 ist eine Mittelklasse-Limousine des italienischen Automobilherstellers Fiat. Er wurde im Mai 1972 als Nachfolger des Fiat 125 vorgestellt und blieb bis 1981 im Programm. In dieser Zeit entstanden drei Serien, die sich außen und innen voneinander unterscheiden. In Spanien wurde das Auto als Seat 132 verkauft. Der immer noch relativ ähnliche Nachfolger des 132 kam Mitte 1981 als Fiat Argenta auf den Markt.

## Allgemeines und Technik
Der Wagen war während der Produktion des Fiat 130 bis 1977 das zweitgrößte Modell der Marke, danach das größte.
Die Formgestaltung der neuen Karosserie der viertürigen Stufenhecklimousine übernahm Marcello Gandini. Die viertürige Stufenhecklimousine war gegenüber dem Vorgänger erheblich gewachsen, der Radstand um 5 cm und die Gesamtlänge um 15 cm. Der Kofferraum bot mit 400 Litern 40 Liter mehr Volumen als beim Typ 125 S bzw. das gleiche wie der 125 N. Die Befestigung der Lenksäule an einem Querträger der vorderen Türpfosten verhinderte ein Hineinschieben der Lenksäule bei einem Frontalaufprall. Im Gegensatz zum 125, von dem es auch eine Kombi- und eine Pick-up-Version gab, war der 132 während des gesamten Produktionszeitraums nur als viertürige Limousine erhältlich.
Auch die hintere Starrachse wurde stark überarbeitet, sie wurde statt an Blattfedern nun an jeweils einem Längs- und einem Schräglenker pro Rad geführt. Federung und Dämpfung übernahmen Schraubenfedern und Stoßdämpfer. Vorn gab es eine Doppelquerlenkerachse mit Dreiecksquerlenkern oben und Schwingarmen unten, an denen jeweils ein Schräglenker zur Aufnahme der Bremsmomente befestigt war. Auf Querstabilisatoren wurde in der ersten Serie anno 1972 bis 1974 verzichtet.
Die Ausstattung fiel für damalige Verhältnisse beim besseren Modell GLS reichhaltig aus. Erhältlich war der Wagen unter anderem mit Drehzahlmesser, Kopfstützen, stufenloser Regulierung der Scheibenwisch-Geschwindigkeit und verzögertem Verlöschen der Innenraumbeleuchtung beim Schließen der Türen. Später kamen bei der dritten Serie ab 1977 beim Modell 2000 noch viele weitere serienmäßige Ausstattungen dazu, z. B. Colorglas, Servolenkung etc.
Der Antrieb mit dem Fiat Twin-Cam-Motor und Fünfganggetriebe (beim 1600 GL 4-Gg.) blieb im Wesentlichen der gleiche wie beim 125, wobei der Hub leicht um 0,8 mm auf 79,2 mm zurückgenommen wurde. Neben dem 1,6-l-Aggregat mit 98 PS war nun auch ein aufgebohrter 1,8-l-Motor erhältlich, der 107 PS und ab 1976 sogar 111 PS bei 6000/min entwickelte und den Wagen auf ca. 170 bis 175 km/h beschleunigte (mit 1,6-l-Motor 165 km/h).

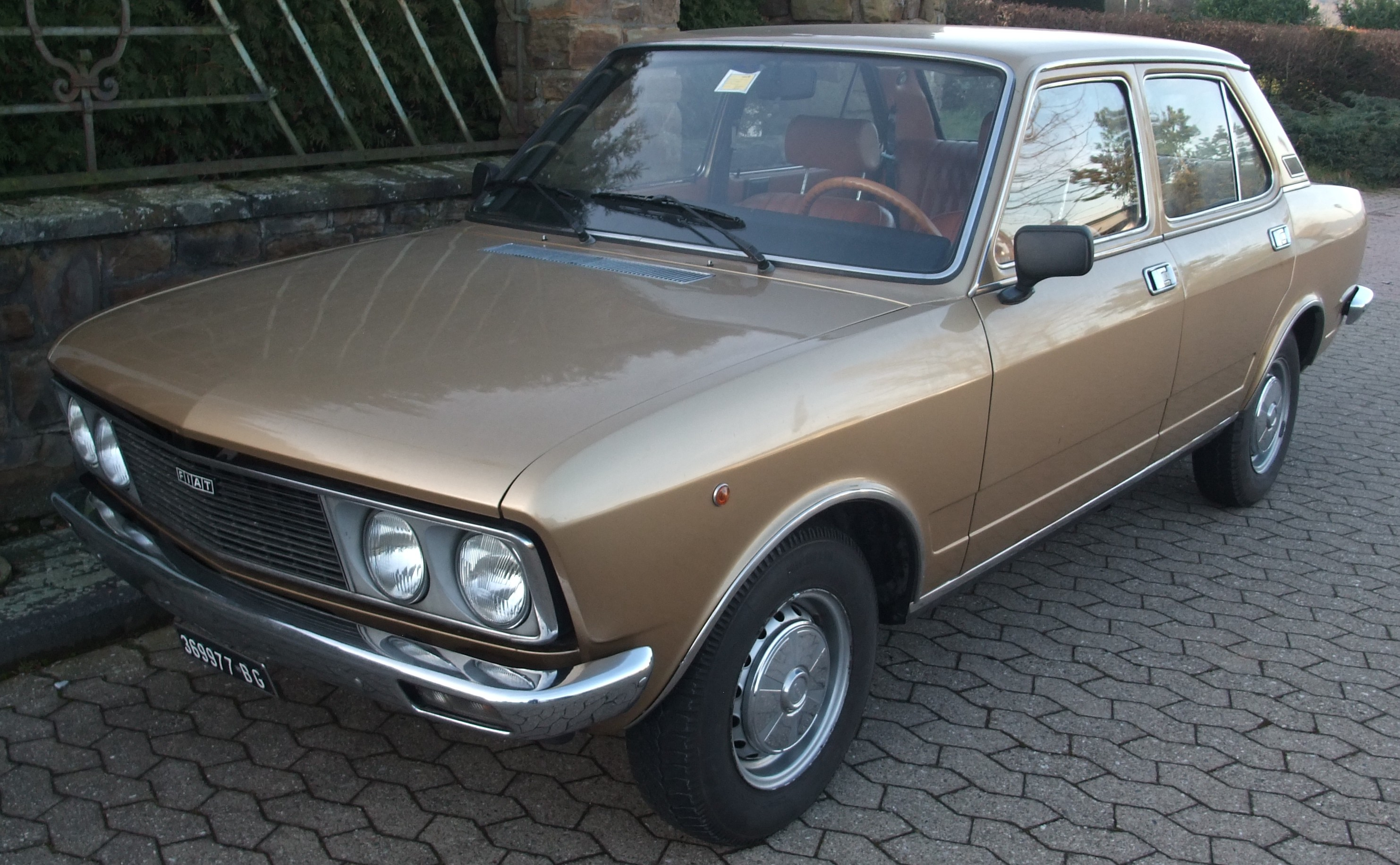
Fiat 132 (1972–1974)
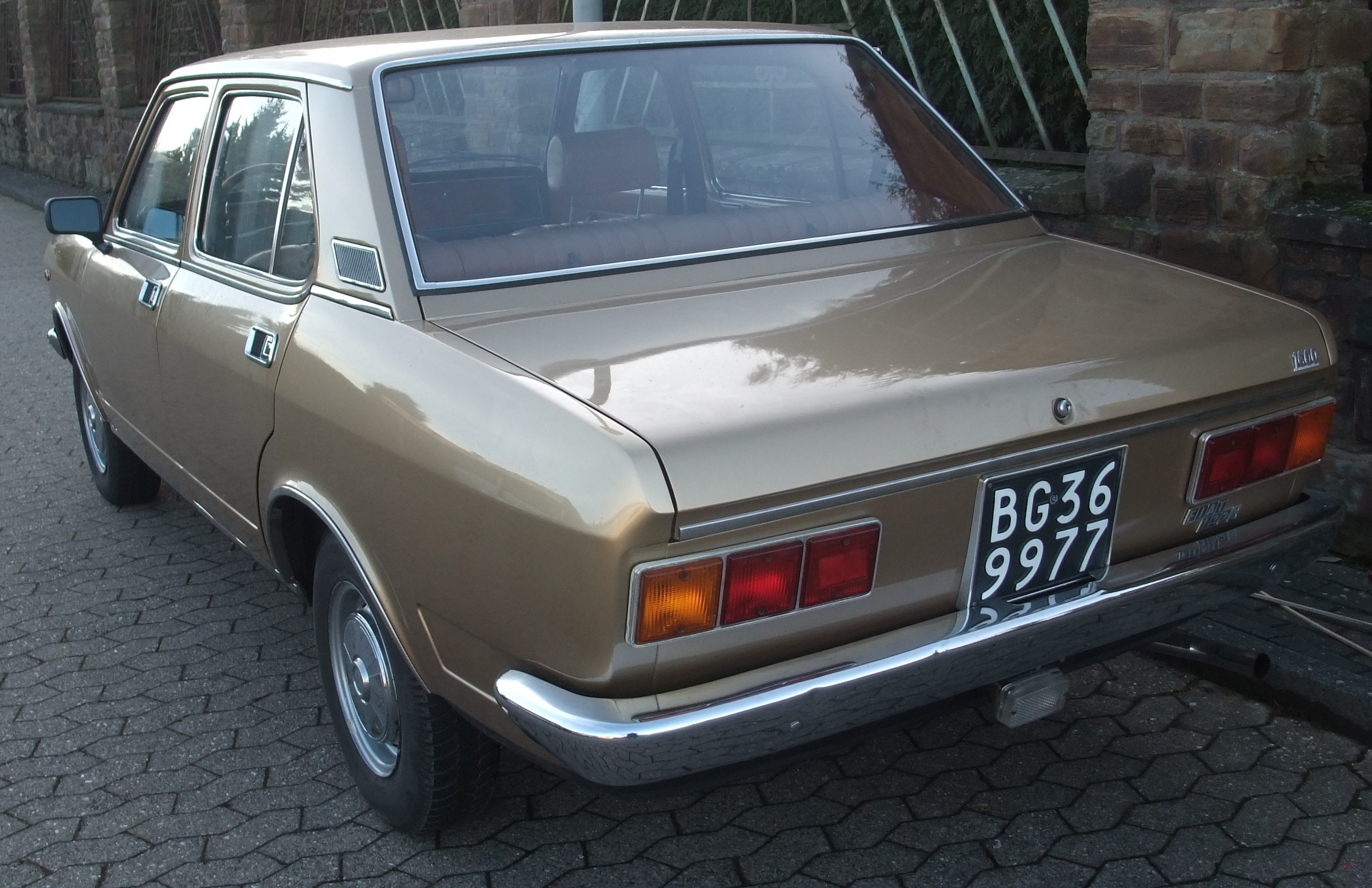
Heckansicht (1972–1974)

## Modellpflege
Zu Beginn gab es drei Modellvarianten: 132 1600 N, 132 1600 S und 132 1800 S. Der Verkauf blieb hinter Fiats Erwartungen zurück. Daher wurde das Fahrzeug nach nur zweijähriger Produktion überarbeitet.
Ab 1974 gab es die Modelle 132 1600 GL/GLS und 132 1800 GLS mit zahlreichen geänderten Details und umfangreicher Ausstattung, wie zum Beispiel einem höhenverstellbaren Lenkrad. Auf Wunsch waren Automatikgetriebe und Klimaanlage erhältlich. Die Karosserie wurde modifiziert, die Fensterflächen waren nun größer und die Gürtellinie niedriger. Damit wurde auf die Kritik an der Gestaltung reagiert und auch das Fahrwerk unter anderem durch einen Vorderachsstabilisator verbessert. Der Verkaufserfolg verbesserte sich dadurch, vor allem auch in Italien selbst.

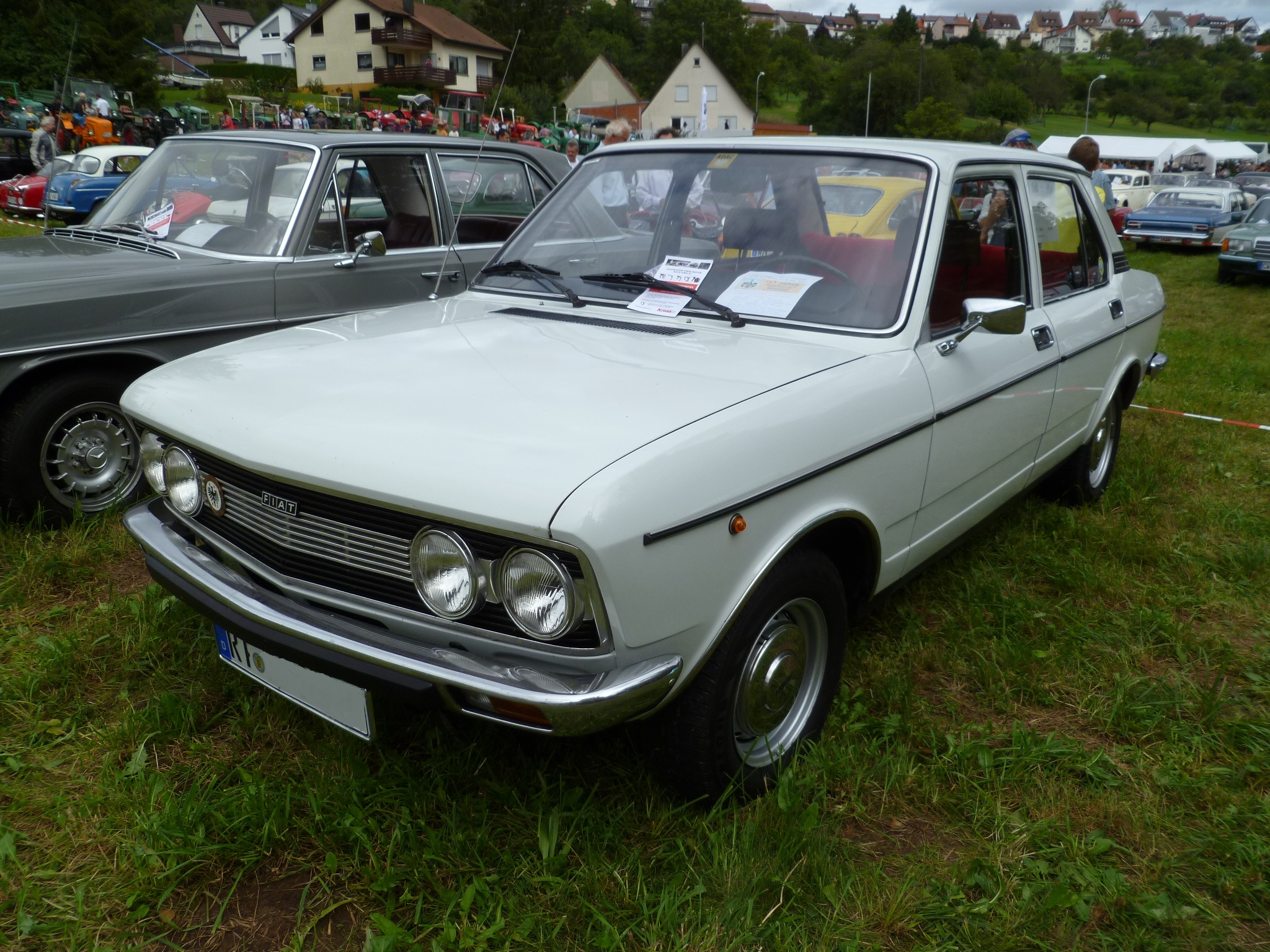
Fiat 132 (1974–1977)
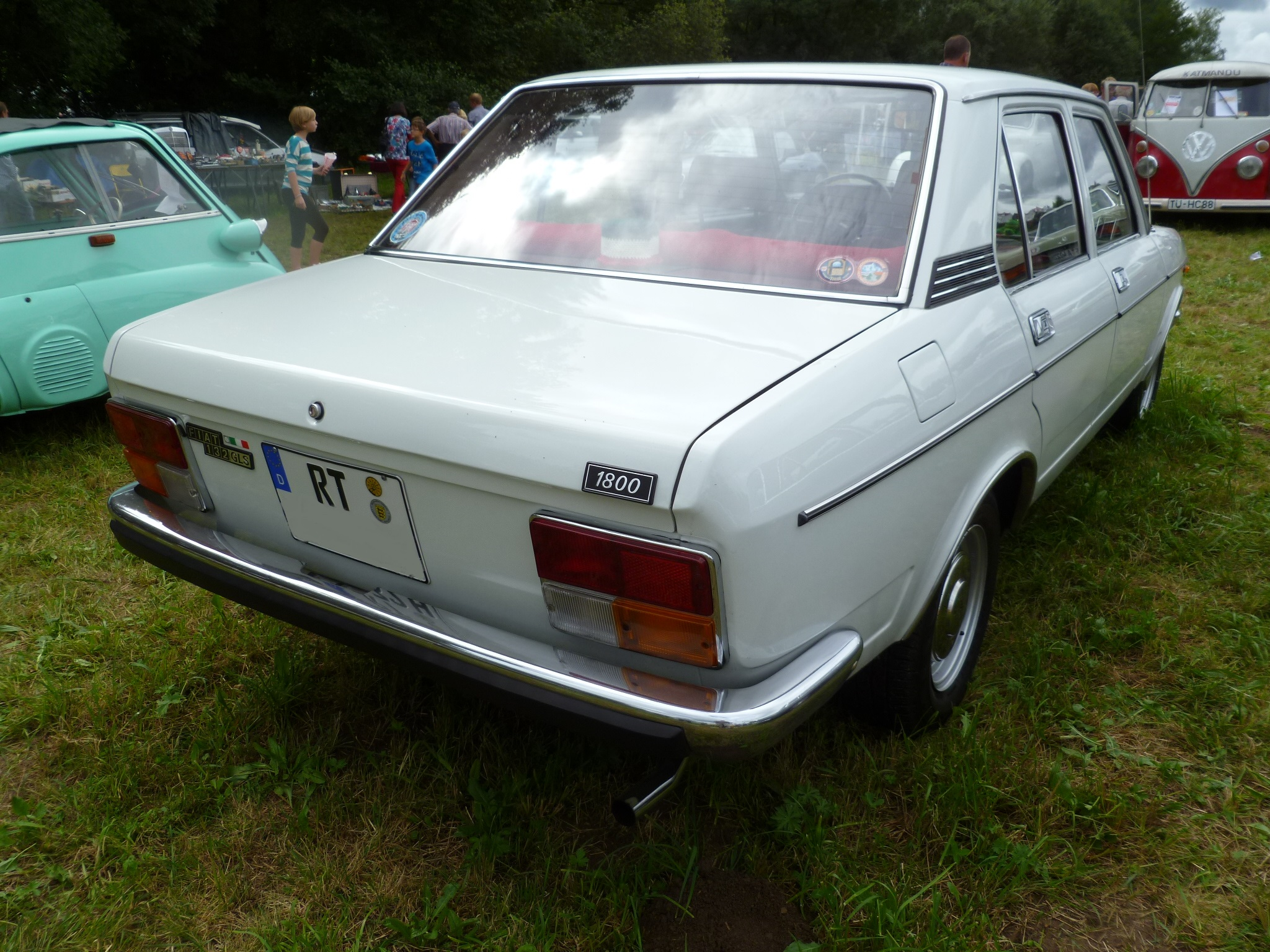
Heckansicht (1974–1977)

Als Fiat die Produktion des Oberklasse-Modells Fiat 130 zum Jahresende 1977 einstellte, wurde der 132 zu Fiats Spitzenmodell. Etwa zeitgleich wurde das Angebot des Fiat 132 nach oben hin erweitert: Das neue „Modell 2000“ hatte unter anderem progressiv ansprechende Servolenkung und elektrische Fensterheber. Erstmalig war gegen Aufpreis auch ein Stahlschiebedach lieferbar. Verwendet wurde in diesem Modell ein aus dem 1800 weiterentwickelter 2,0-l-Motor, der von der Lancia Beta Baureihe bereits bekannt war. Er leistete hier 82 kW (112 PS) bei 5600/min. Das maximale Drehmoment von 158 Nm lag bereits bei 3000/min an. Auch die 1600er Ausführung des 132 wurden überarbeitet: Optisch erfolgten einige Retuschen, außerdem gab es größere 14"-Räder, die eine markante Optik aufwiesen. Der 1,8-l-Motor entfiel aus dem Sortiment. Ein 5-Gang-Getriebe war nun serienmäßig, weiterhin gab es auch eine Automatik. Anfang 1978 folgten zwei Diesel-Varianten mit 2000 und 2500 cm³ Hubraum. Mitte 1979präsentierte Fiat den 132 2000 i. e. mit elektronischer Saugrohreinspritzung und 90 kW (122 PS) als neues stärkstes Modell. Im April 1981 wurde der Fiat 132 nach einer großen Modellpflege in Fiat Argenta umbenannt.

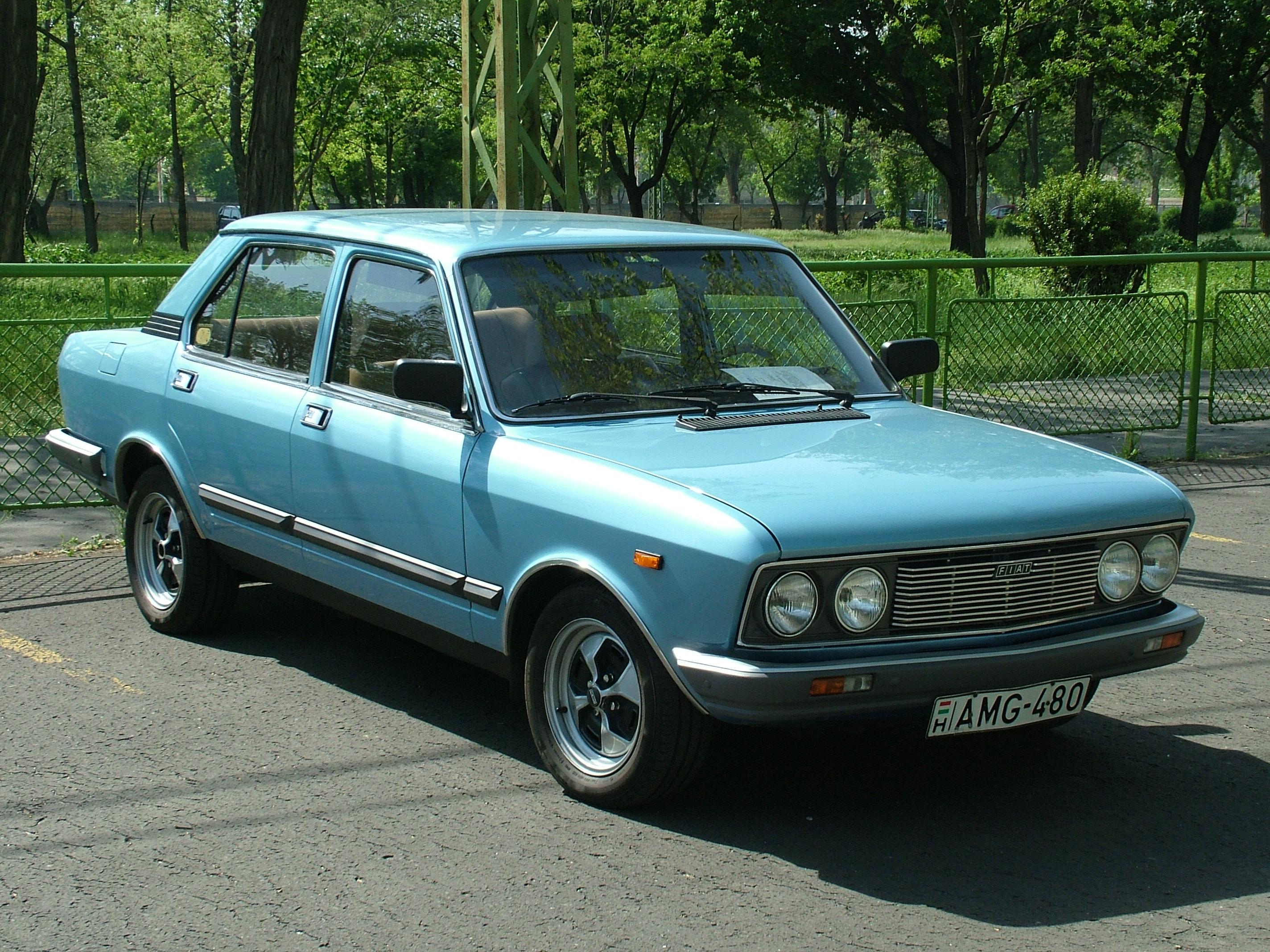
Fiat 132 mit 2,0-l-Motor, Vorderansicht (1977–1981)
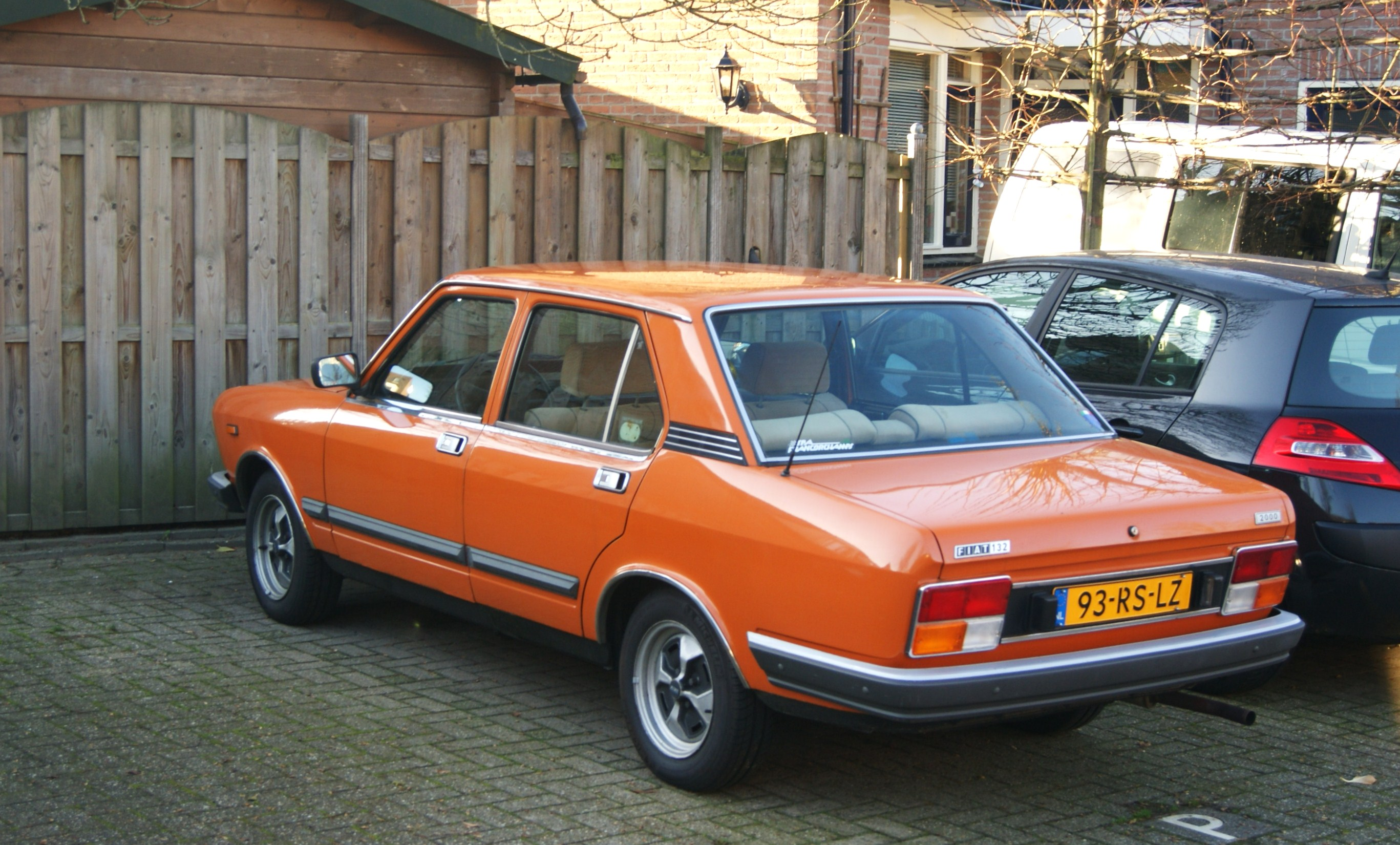
Fiat 132 mit 2,0-l-Motor, Heckansicht (1977–1981)

## Kritik
Der Fiat 132 wurde bei seinem Erscheinen vielfach kritisiert. Bei der Markteinführung bemängelten Journalisten die „japanische Linienführung“, die mehr an den von 1966 bis 1972 gebauten Mazda 1500 als an einen Fiat erinnere. Auch sei die Lenkung zu „teigig“ und das Fahrwerk zu schwammig, so die Autotester. Die Beurteilungen der Serien 2 und 3 fielen erheblich positiver aus.

## Produktion außerhalb Italiens
Da das Schwestermodell Seat 132 in Spanien nicht sehr erfolgreich war, gab es dafür keinen Nachfolger. Der Fiat 132 wurde in Südkorea von Kia ab 1979 in Lizenz gebaut. Ebenso wurde er in Sambia bei den Livingstone Motor Assemblers montiert.

## Besondere Varianten
Ein früher Fiat 132 wurde nach umfangreichen Umbauten unter Verwendung zahlreicher Fremdteile als fiktives Modell Atlantis Amalfi CS 1800 in der deutschen Fernsehserie PS – Geschichten ums Auto als Requisite eingesetzt.